# Insignia en miniatura
Las insignias en miniatura son un signo externo de pertenencia a una orden, condecoración o medalla de forma y tamaño distintos a los fijados originalmente que permiten portarlo de forma más cómoda.

## Historia
Su aparición se encuentra ligada a los cambios en la moda consolidados tras la Revolución francesa. Según Ceballos-Escalera su origen se sitúa precisamente en la Francia de los primeros años del siglo XIX, de donde se extendió al resto de países europeos. Fueron utilizadas en distintos países:
- Imperio austríaco: orden del toisón de oro (caballero en versión collar),[3] orden de San Esteban de Hungría (caballero),[4] orden imperial de Leopoldo (cruz de caballero),[5][6] orden imperial de la Corona de Hierro (caballero de tercera clase)[7]y orden de Francisco José (caballero).[8]
- Reino de Prusia: orden de la Corona (caballero de tercera clase)[9]
- Reino de España: orden de Carlos III (cruz de caballero)[10]
- Reino de Francia: orden del Espíritu Santo (caballero),[11] orden de San Miguel (caballero),[12] orden de San Luis (caballero)[13]
- Reino Unido: orden de San Miguel y San Jorge (caballero)[14]

En el ámbito militar, las miniaturas tuvieron su correspondencia en los pasadores que se mantienen en la actualidad como parte de la uniformidad militar en muchos países.
En la actualidad, las insignias en miniatura se mantienen en distintas órdenes y para usos que van desde el frac hasta el traje de chaqueta a diario. En este último caso, en forma de roseta o de sencillo clip entre el ojal y el borde de la solapa.
Además su uso se encuentra reguladas oficialmente en distintas órdenes:
- Orden de Carlos III.[17](España)
- Orden de la Legión de Honor.[18] (Francia)
- Orden del León neerlandés.[19] (Países Bajos)
- Orden de Orange-Nassau. [19] (Países Bajos)
- Orden nacional del Mérito.[20] (Francia)

## Descripción
Existen múltiples tipos de miniaturas dependiendo de diversos factores:
- Por el tipo de distinción de que se trate: orden, condecoración o medalla.
- Por los grados o clases de la distinción: collar, gran cruz, encomienda .
- Por la forma utilizada: cruces, cintas, pasadores o rosetas.

Las miniaturas son portadas en la solapa izquierda del traje o del vestido.

## Galería

Retratos de personas portando miniaturas
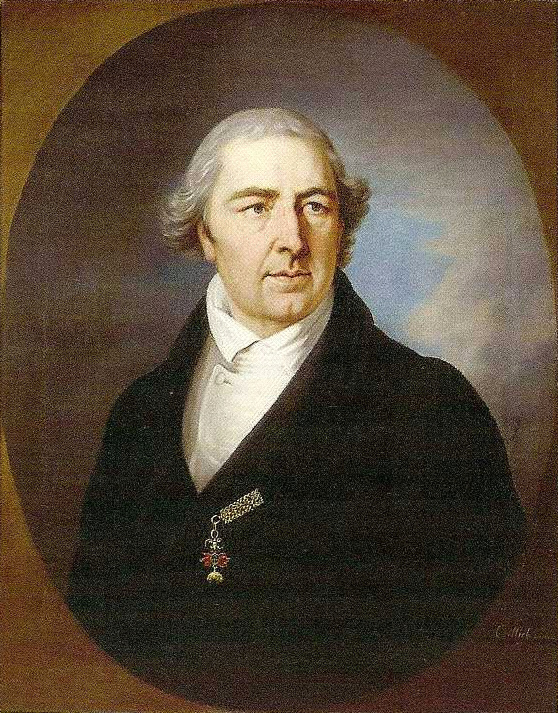
Carlos Alejandro, príncipe de Thurn y Taxis con una miniatura del collar de la orden del Toisón de Oro (rama austríaca) en la solapa.
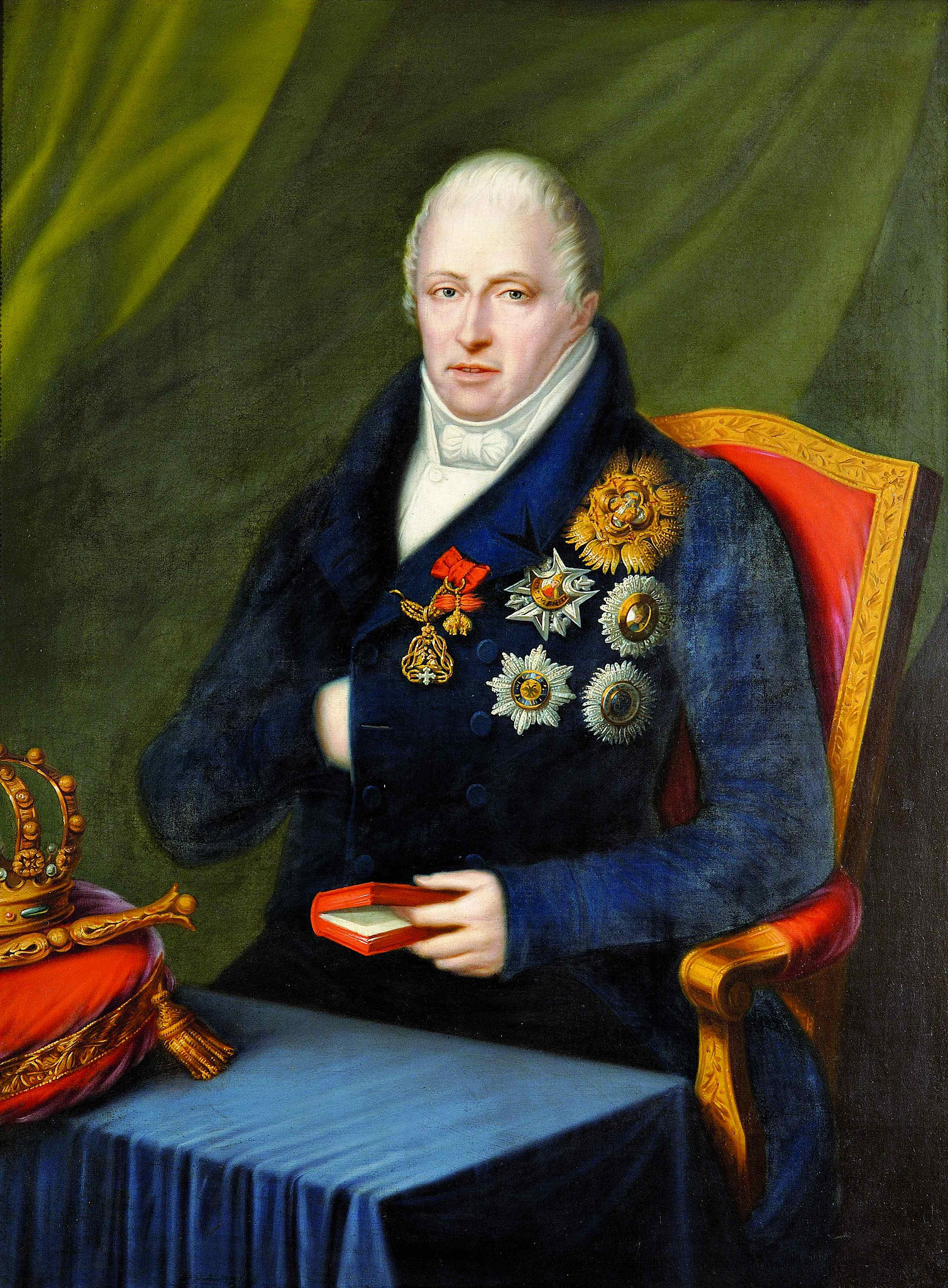
Retrato de Carlos Félix, rey de Cerdeña con miniaturas de la Orden del Toisón de Oro (rama española) y del collar de la Suprema Orden de la Santísima Anunciación.
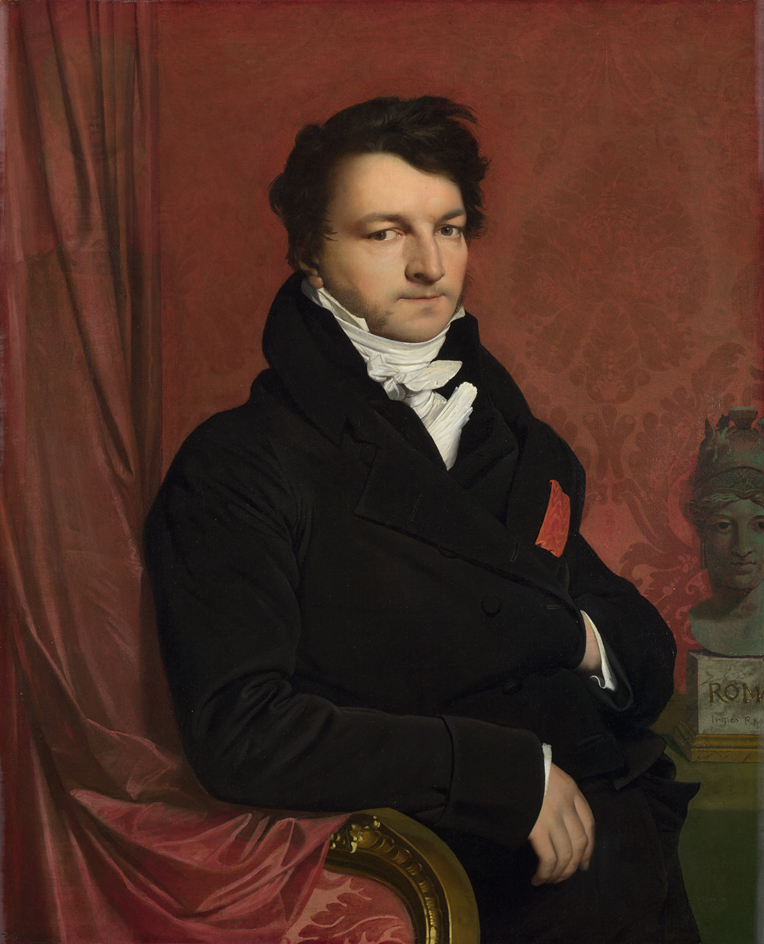
Retrato de Jacques Marquet de Montbreton de Norvins portando la cinta en miniatura de la orden de la Legión de Honor.
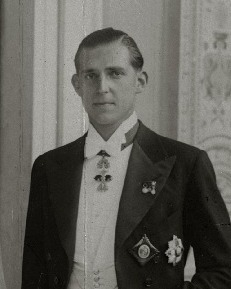
Don Juan de Borbón en su boda luciendo insignias en la solapa de su fracr.
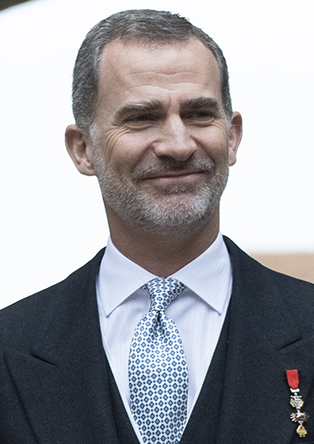
Felipe VI de España llevando la miniatura de la orden del Toisón de Oro (2019).

### Individuales
1. ↑  Ceballos-Escalera y Gila, 2015, p. 123.
2. ↑  Ceballos-Escalera y Gila, 2017, p. 131.
3. ↑  «Orden vom Goldenen Vlies - Miniatur der Ordenskollane. Auktionshaus Andreas Thies EK.». Andreas Thies (en alemán). Consultado el 14 de noviembre de 2023.
4. ↑  «St. Stephan-Orden - Ritterkreuz - Miniatur». Richard Militaria (en alemán). Consultado el 14 de noviembre de 2023.
5. ↑  «kaiserl.-österr. Leopold Orden MINIATUR». Richard Militaria (en alemán). Consultado el 14 de noviembre de 2023.
6. ↑  «Kaiserlicher Leopold-Orden MINIATUR GOLD». Richard Militaria (en alemán). Consultado el 14 de noviembre de 2023.
7. ↑  «Miniatur Ritterabzeichen des Ordens der Eisernen Krone a… | Drouot.com». drouot.com. Consultado el 14 de noviembre de 2023.
8. ↑  «ratisbon's | Franz Joseph-Orden, Miniatur des Ritterkreuzes am Miniaturkettchen - Gold | DISCOVER GENUINE MILITARIA, ANTIQUES & COINS». https://www.ratisbons.com (en alemán). Consultado el 14 de noviembre de 2023.
9. ↑  «Preußen, 16 MM Miniatur Kronen-Orden 3.Klasse». militaria-berlin.de. Consultado el 14 de noviembre de 2023.
10. ↑  Ceballos-Escalera y Gila, 2017, p. 173.
11. ↑  «ORDRE DU SAINT-ESPRIT, DIZAIN DU SAINT-ESPRIT EN IVOIRE, ANCIENNE MONARCHIE.». www.bertrand-malvaux.com. Consultado el 14 de noviembre de 2023.
12. ↑  «ORDRE DE SAINT-MICHEL, CROIX DE CHEVALIER MINIATURE, RESTAURATION.». www.bertrand-malvaux.com. Consultado el 14 de noviembre de 2023.
13. ↑  «MINIATURE DE LA CROIX DE CHEVALIER DE L'ORDRE DE SAINT LOUIS | Hôtel Des Ventes De Monte-Carlo». hvmc.com (en fr-FR). Consultado el 14 de noviembre de 2023.
14. ↑  Associés, Beaussant Lefèvre &. «Royaume-Uni - Ordre de Saint-Michel et Saint-Georges,... - Lot 157». Beaussant Lefèvre & Associés (en francés). Consultado el 14 de noviembre de 2023.
15. ↑  Sampedro Escolar, José Luis (2004). «Manuel Benedito, retratista áulico». Anales de la Real Academia Matritense de Heráldica y Genealogía (8): 979-1002. ISSN 1133-1240. Consultado el 14 de noviembre de 2023.
16. ↑  Joel, Sir Asher (1982). Australian Protocol & Procedures (en inglés). Angus & Robertson. p. 112. ISBN 978-0-207-14560-5. Consultado el 14 de noviembre de 2023.
17. ↑  «Real Decreto 1051/2002, de 11 de octubre, por el que se aprueba el Reglamento de la Real y Distinguida Orden Española de Carlos III.». Boletín Oficial del Estado. 13 de octubre de 2022.
18. ↑  «Code de la Légion d'honneur, de la Médaille militaire et de l'ordre national du Mérite. Livre I : Légion d'honneur. Titre IV: Droits, honneurs et prérogatives des membres de l'ordre. Chapitre I: Insignes». Légifrance (en francés).
19. 1 2  «Reglement op de Orde van de Nederlandse Leeuw en de Orde van Oranje-Nassau» [Reglamento de la Orden del León Neerlandés y de la Orden de Orange-Nassau]. Overheid (en neerlandés). 2 de mayo de 2012. Consultado el 14 de noviembre de 2023.
20. ↑  «Code de la Légion d'honneur, de la Médaille militaire et de l'ordre national du Mérite. Livre III:  Ordre national du Mérite. Titre IV: Insignes et brevets. Chapitre I: Insignes». Légifrance (en francés).